# Гриньяско
Гриньяско, Ґриньяско (італ. Grignasco, п'єм. Grignasch) — муніципалітет в Італії, у регіоні П'ємонт, провінція Новара.
Гриньяско розташоване на відстані близько 540 км на північний захід від Рима, 85 км на північний схід від Турина, 34 км на північний захід від Новари.
Населення — 4651 особа (2014).
Щорічний фестиваль відбувається 15 серпня. Покровитель — S. Maria Vergine Assunta.

## Демографія
Населення за роками:

Станом на 1 січня 2023 року в муніципалітеті офіційно проживали 152 іноземці з 32 країн, серед них 35 громадян країн Євросоюзу та 26 громадян України.

## Сусідні муніципалітети
- Бока
- Боргозезія
- Прато-Сезія
- Серравалле-Сезія
- Вальдуджа